# Reichstagswahlkreis Königreich Württemberg 17

Die Wahlkreisaufteilung des Deutschen Reichs.

Der Reichstagswahlkreis Königreich Württemberg 17 (in der reichsweiten Durchnummerierung auch Reichstagswahlkreis 324; auch Reichstagswahlkreis Ravensburg–Saulgau genannt) war der siebzehnte Reichstagswahlkreis für das Königreich Württemberg für die Reichstagswahlen im Deutschen Reich und zum Zollparlament von 1868 bis 1918.

## Wahlkreiszuschnitt 1868
Bei der Zollparlamentswahl 1868 umfasste der Wahlkreis Königreich Württemberg 17 die Oberämter Balingen, Rottweil, Tuttlingen und Spaichingen. Dieser Wahlkreis trug ab 1871 die Nummer 9. Der Wahlkreis für die Oberämter Waldsee, Saulgau, Riedlingen, Ehingen trug hingegen 1868 die Nummer Königreich Württemberg 2. Um die räumliche Kontinuität besser abzubilden, zeigt dieser Artikel für die Wahl 1868 daher die Ergebnisse des Wahlkreises Königreich Württemberg 2.

## Wahlkreiszuschnitt ab 1871
Der Wahlkreis umfasste die Oberämter Ravensburg, Riedlingen, Saulgau und Tettnang.
Er war eine Parteihochburg der Württembergischen Zentrumspartei.
| Jahr | Einwohner |
| ---- | --------- |
| 1890 | 117.630   |
| 1895 | 120.266   |
| 1900 | 122.534   |
| 1905 | 128.027   |
| 1910 | 133.670   |

|      | Landwirtschaft | Industrie und Gewerbe | Handel und Dienstleistungen |
| ---- | -------------- | --------------------- | --------------------------- |
| 1895 | 61,0           | 25,1                  | 14,0                        |
| 1907 | 57,9           | 21,1                  | 15,1                        |

|      | Evangelisch | Katholisch |
| ---- | ----------- | ---------- |
| 1890 | 8,5         | 91,1       |
| 1905 | 9,2         | 90,5       |
| 1910 | 9,5         | 90,1       |

Un Württemberg trat die NLP als Deutsche Partei auf. Die amtliche Statistik führte die Abgeordneten zur Vergleichbarkeit mit den Wahlergebnissen in anderen Teilen Deutschlands als NLP, auch waren die württembergischen Reichstagsabgeordneten Mitglieder der Reichstagsfraktion der NLP. Die Darstellung in diesem Artikel folgt dem.

## Abgeordnete
| Wahl                                    | Abgeordneter                 | Partei   | Bild |
| --------------------------------------- | ---------------------------- | -------- | ---- |
| Zollparlamentswahl 1868 bis 1871 (WK 2) | Rudolf Probst                | klerikal | 0    |
| Reichstagswahl 1871 bis 1874            | Rudolf Probst                | Zentrum  | 0    |
| Reichstagswahl 1874 bis 1887            | Constantin von Waldburg-Zeil | Zentrum  |      |
| Reichstagswahl 1887 bis 1893            | Johannes Göser               | Zentrum  | 0    |
| Ersatzwahl 1893 bis 1903                | Alfred Rembold               | Zentrum  | 0    |
| Reichstagswahl 1903 bis 1914            | Joseph Leser                 | Zentrum  |      |
| Ersatzwahl 1914 bis 1918                | Felix Stiegele               | Zentrum  | 0    |

## Wahlen

### 1868
Es fand ein Wahlgang statt. Die Zahl der abgegebenen Stimmen betrug 14.196.
| Kandidat      | Partei                | Stimmen | in % | Anmerkungen |
| ------------- | --------------------- | ------- | ---- | ----------- |
| Rudolf Probst | klerikal, großdeutsch | 12.142  | 0    | 0           |

### 1871
Es fand ein Wahlgang statt. 21.128 Männer waren wahlberechtigt. Die Zahl der abgegebenen gültigen Stimmen betrug 12.137, 71 Stimmen waren ungültig. Die Wahlbeteiligung betrug 57,8 %
| Kandidat | Partei   | Stimmen | in % | Anmerkungen |
| -------- | -------- | ------- | ---- | ----------- |
| Probst   | Zentrum  | 7131    | 0    | 0           |
| Khuen    | DRP      | 5001    | 0    | 0           |
| 0        | Sonstige | 5       | 0    | 0           |

### 1874
Es fand ein Wahlgang statt. 22.184 Männer waren wahlberechtigt. Die Zahl der abgegebenen gültigen Stimmen betrug 16.331, 40 Stimmen waren ungültig. Die Wahlbeteiligung betrug 73,8 %
| Kandidat                     | Partei   | Stimmen | in % | Anmerkungen |
| ---------------------------- | -------- | ------- | ---- | ----------- |
| Constantin von Waldburg-Zeil | Zentrum  | 13.740  | 0    | 0           |
| Rechtsanwalt Golther         | DRP      | 2576    | 0    | 0           |
| 0                            | Sonstige | 15      | 0    | 0           |

### 1877
Es fand ein Wahlgang statt. 23.161 Männer waren wahlberechtigt. Die Zahl der abgegebenen gültigen Stimmen betrug 11.725, 160 Stimmen waren ungültig. Die Wahlbeteiligung betrug 51,1 %
| Kandidat                     | Partei   | Stimmen | in % | Anmerkungen |
| ---------------------------- | -------- | ------- | ---- | ----------- |
| Constantin von Waldburg-Zeil | Zentrum  | 11.493  | 0    | 0           |
| 0                            | S        | 93      | 0    | 0           |
| 0                            | NLP      | 33      | 0    | 0           |
| 0                            | Sonstige | 104     | 0    | 0           |

### 1878
Es fand ein Wahlgang statt. 23.499 Männer waren wahlberechtigt. Die Zahl der abgegebenen gültigen Stimmen betrug 11.816, 77 Stimmen waren ungültig. Die Wahlbeteiligung betrug 50,6 %
| Kandidat                     | Partei   | Stimmen | in % | Anmerkungen |
| ---------------------------- | -------- | ------- | ---- | ----------- |
| Constantin von Waldburg-Zeil | Zentrum  | 11.474  | 0    | 0           |
| Helmuth von Moltke           | K        | 158     | 0    | 0           |
| Dr. Dulk                     | S        | 84      | 0    | 0           |
| 0                            | K        | 33      | 0    | 0           |
| 0                            | Sonstige | 67      | 0    | 0           |

### 1884
Es fand ein Wahlgang statt. 23.591 Männer waren wahlberechtigt. Die Zahl der abgegebenen gültigen Stimmen betrug 12.845, 77 Stimmen waren ungültig. Die Wahlbeteiligung betrug 54,8 %
| Kandidat                     | Partei   | Stimmen | in % | Anmerkungen |
| ---------------------------- | -------- | ------- | ---- | ----------- |
| 0                            | K        | 118     | 0    | 0           |
| 0                            | K        | 70      | 0    | 0           |
| 0                            | K        | 47      | 0    | 0           |
| Constantin von Waldburg-Zeil | Zentrum  | 12.335  | 0    | 0           |
| 0                            | S        | 244     | 0    | 0           |
| 0                            | Sonstige | 31      | 0    | 0           |

### 1887
Die Kartellparteien NLP und Konservative einigten sich auf einen konservativen Kandidaten, der aufgrund der Dominanz des Zentrums ein reiner Zählkandidat war. Es fand ein Wahlgang statt. 24.473 Männer waren wahlberechtigt. Die Zahl der abgegebenen gültigen Stimmen betrug 21.534, 42 Stimmen waren ungültig. Die Wahlbeteiligung betrug 88,2 %
| Kandidat       | Partei   | Stimmen | in % | Anmerkungen |
| -------------- | -------- | ------- | ---- | ----------- |
| 0              | DRP      | 4196    | 0    | 0           |
| Johannes Göser | Zentrum  | 17.183  | 0    | 0           |
| 0              | S        | 142     | 0    | 0           |
| 0              | Sonstige | 13      | 0    | 0           |

### 1890
Erneut stellten die Kartellparteien einen konservativen Kandidaten auf. Es fand ein Wahlgang statt. 24.646 Männer waren wahlberechtigt. Die Zahl der abgegebenen gültigen Stimmen betrug 17.593, 19 Stimmen waren ungültig. Die Wahlbeteiligung betrug 71,4 %
| Kandidat           | Partei   | Stimmen | in %   | Anmerkungen              |
| ------------------ | -------- | ------- | ------ | ------------------------ |
| Anton Kübler       | DVP      | 2803    | 15,9 % | Stadtförster, Ravensburg |
| 0                  | DRP      | 1685    | 9,6 %  | 0                        |
| Georg Bronnenmayer | S        | 368     | 2,1 %  | Wirt Göppingen           |
| Johannes Göser     | Zentrum  | 12.707  | 72,3 % | 0                        |
| 0                  | Sonstige | 11      | 0,1 %  | 0                        |

### Ersatzwahl 1893
Nach dem Tod von Gösser fand am 21. März 1893 eine Ersatzwahl statt. Erneut einigten sich die Kartellparteien auf einen Kandidaten der Konservativen. Es fand ein Wahlgang statt. 24.900 Männer waren wahlberechtigt. Die Zahl der abgegebenen gültigen Stimmen betrug 18.450, 30 Stimmen waren ungültig. Die Wahlbeteiligung betrug 74,1 %
| Kandidat          | Partei   | Stimmen | in %   | Anmerkungen                        |
| ----------------- | -------- | ------- | ------ | ---------------------------------- |
| Josef Sauter      | DVP      | 5452    | 29,6 % | Gemeindepfleger, Hirschlatt        |
| Richard Müller    | DRP      | 830     | 4,5 %  | Dr., Papierproduzent, Mochenwangen |
| Bernhard Tauscher | S        | 559     | 3,0 %  | 0                                  |
| Alfred Rembold    | Zentrum  | 11.566  | 62,8 % | 0                                  |
| 0                 | Sonstige | 13      | 0,1 %  | 0                                  |

### 1893
Bei dieser Wahl einigten sich NLP und Konservative auf einen nationalliberalen Zählkandidaten. Es fand ein Wahlgang statt. 25.563 Männer waren wahlberechtigt. Die Zahl der abgegebenen gültigen Stimmen betrug 16.884, 36 Stimmen waren ungültig. Die Wahlbeteiligung betrug 66,0 %
| Kandidat          | Partei   | Stimmen | in %   | Anmerkungen |
| ----------------- | -------- | ------- | ------ | ----------- |
| Josef Sauter      | DVP      | 2315    | 13,8 % | 0           |
| Ilg               | NLP      | 1426    | 8,5 %  | 0           |
| Bernhard Tauscher | S        | 866     | 5,1 %  | 0           |
| Alfred Rembold    | Zentrum  | 12.201  | 72,4 % | 0           |
| 0                 | Sonstige | 40      | 0,2 %  | 0           |

### 1898
Es fand ein Wahlgang statt. 25.925 Männer waren wahlberechtigt. Die Zahl der abgegebenen gültigen Stimmen betrug 16.675, 34 Stimmen waren ungültig. Die Wahlbeteiligung betrug 64,3 %
| Kandidat            | Partei   | Stimmen | in %   | Anmerkungen              |
| ------------------- | -------- | ------- | ------ | ------------------------ |
| Friedrich von Payer | DVP      | 1284    | 7,7 %  | 0                        |
| Eugen Metzler       | NLP      | 1081    | 6,5 %  | Rechtsanwalt, Ravensburg |
| Georg Bronnenmayer  | S        | 458     | 2,8 %  | Wirt, Göppingen          |
| Alfred Rembold      | Zentrum  | 13.803  | 82,9 % | 0                        |
| 0                   | Sonstige | 15      | 0,1 %  | 0                        |

### 1903
Es fand ein Wahlgang statt. 27.460 Männer waren wahlberechtigt. Die Zahl der abgegebenen gültigen Stimmen betrug 19.112, 72 Stimmen waren ungültig. Die Wahlbeteiligung betrug 69,6 %
| Kandidat            | Partei   | Stimmen | in %   | Anmerkungen               |
| ------------------- | -------- | ------- | ------ | ------------------------- |
| Friedrich von Payer | DVP      | 784     | 4,1 %  | 0                         |
| Albert Schwarz      | NLP      | 906     | 4,8 %  | Kommerzienrat, Ravensburg |
| Friedrich Göhring   | S        | 726     | 3,8 %  | 0                         |
| Joseph Leser        | Zentrum  | 16.472  | 86,5 % | 0                         |
| 0                   | Sonstige | 152     | 0,8 %  | 0                         |

### 1907
Es fand ein Wahlgang statt. 28.524 Männer waren wahlberechtigt. Die Zahl der abgegebenen gültigen Stimmen betrug 22.620, 74 Stimmen waren ungültig. Die Wahlbeteiligung betrug 79,3 %
| Kandidat            | Partei   | Stimmen | in %   | Anmerkungen           |
| ------------------- | -------- | ------- | ------ | --------------------- |
| Friedrich von Payer | DVP      | 215     | 0,9 %  | 0                     |
| Albert Schwarz      | NLP      | 1626    | 7,2 %  | 0                     |
| Kraus               | S        | 963     | 4,3 %  | Schreiner, Ravensburg |
| Joseph Leser        | Zentrum  | 19.682  | 87,3 % | 0                     |
| 0                   | Sonstige | 60      | 0,3 %  | 0                     |

### 1912
Es fand ein Wahlgang statt. 29.706 Männer waren wahlberechtigt. Die Zahl der abgegebenen gültigen Stimmen betrug 23.734, 113 Stimmen waren ungültig. Die Wahlbeteiligung betrug 79,9 %
| Kandidat         | Partei   | Stimmen | in %   | Anmerkungen            |
| ---------------- | -------- | ------- | ------ | ---------------------- |
| Wolff            | K        | 74      | 0,3 %  | Redakteur, Stuttgart   |
| Ernst Bassermann | NLP      | 1936    | 8,2 %  | 0                      |
| Karl Massatsch   | S        | 1602    | 6,8 %  | Bürobeamter, Stuttgart |
| Joseph Leser     | Zentrum  | 19.945  | 84,4 % | 0                      |
| 0                | Sonstige | 64      | 0,3 %  | 0                      |

### Ersatzwahl 1914
Nach dem Tod von Leser wurde eine Ersatzwahl durchgeführt. Es handelte sich um die erste Ersatzwahl nach Beginn des Ersten Weltkrieges. Alle Parteien hielten sich an den Burgfrieden. Die Sonderkandidatur von Adorno fand keine Unterstützung der Zentrumspartei. Es fand ein Wahlgang am 21. August 1914 statt. 30.564 Männer waren wahlberechtigt.
| Kandidat       | Partei   | Stimmen | in %   | Anmerkungen            |
| -------------- | -------- | ------- | ------ | ---------------------- |
| Felix Stiegele | Zentrum  | 13.493  | 96,0 % | 0                      |
| Adorno         | Zentrum  | 544     | 3,9 %  | Gutsbesitzer, Kalmberg |
| 0              | Sonstige | 17      | 0,1 %  | 0                      |